# 기림 이사금
기림 이사금(基臨 泥師今, ? ~ 310년, 재위; 298년~310년)은 신라의 15번째 왕이며, 기립(基立)이라고도 한다. 조분 이사금의 손자이며 아버지는 이찬 석걸숙(昔乞淑)이다. 그의 치세인 307년 국호를 서라벌, 사로에서 신라로 바꾸었다.
삼국사기에는 그가 조분 이사금의 손자라는 설과 증손자라는 설, 삼국유사에는 그가 조분 이사금의 손자라는 설과, 조분 이사금의 둘째 아들이라는 설이 동시에 수록되었다.

## 생애
삼국유사에 의하면 기림 이사금은 이찬 석걸숙(昔乞淑)의 아들이며 조분 이사금의 손자이다. 그런데 삼국유사의 다른 기록에는 기림 이사금이 조분 이사금의 둘째 아들이며 아이혜부인의 아들이라 한다. 삼국사기 신라본기에 따르면 걸숙이 조분 이사금의 손자(孫)라고 하며, 삼국사기에 의하면 걸숙이 조분 이사금의 손자라는 설도 같이 수록하여, 제대로 된 세계를 알 수 없다.
300년 정월 왜와 화친하고, 비열홀(比列忽)에 순행하여 가난한 자를 위문하였다. 그해 음력 3월 낙랑, 대방 두 나라가 항복해 왔다.
307년 국호를 신라로 확정했다.

## 가계
- 할아버지 또는 증조부 :11대왕 조분 이사금
- 아버지 : 이찬 석걸숙(昔乞淑) - 다른 이름은 탈대(脫大)

## 같이 보기
- 고구려
  - 봉상왕 (292년 - 300년)
  - 미천왕 (300년 - 331년)
- 백제
  - 분서왕 (298년 - 304년)
  - 비류왕 (304년 - 344년)